# Ілір Дая
Ілір Дая (алб. Ilir Daja, нар. 20 жовтня 1966, Тирана) — албанський футболіст, що грав на позиції захисника. По завершенні ігрової кар'єри — тренер. З 2022 року очолює тренерський штаб команди «Балкані» (Теранде).

## Ігрова кар'єра
У дорослому футболі дебютував 1987 року виступами за команду «Беса», в якій провів один сезон. 
1988 року перейшов до тиранського «Динамо», у складі якого протягом наступних трьох років виборював титул чемпіона Албанії, двічі вигравав Кубок Албанії та одного разу Суперкубок країни. 1989 року у грі на Кубок європейських чемпіонів проти одноклубників з Бухареста зазнав важкої травми коліна, через яку переніс декілька операцій, так, утім повністю не відновившись, через що був змушений дуже рано, вже 1991 року, завершити виступи на футбольному полі.

## Кар'єра тренера
Розпочав тренерську кар'єру 2006 року, очоливши тренерський штаб клубу «Ельбасані», на чолі якого того ж року здобув свій перший тренерський трофей, вигравши першість Албанії. Надалі ще двічі ставав чемпіоном країни — 2008 року на чолі «Динамо» (Тирана) та за десять років, у 2018, як головний тренер «Скендербеу».
Загалом до початку 2020-х встиг попрацювати з більшістю провідних команд Албанії, включно із «Тираною», «Бесою», «Фламуртарі» та «Партизані».
2022 року очолив тренерський штаб косовського клубу «Балкані» (Теранде), який під його керівництвом тричі поспіль ставав чемпіоном Косово.

## Титули і досягнення

### Як гравця
- Чемпіон Албанії (1):

«Динамо» (Тирана): 1989-1990
- Володар Кубка Албанії (2):

«Динамо» (Тирана): 1988-1989, 1989-1990
- Володар Суперкубка Албанії (1):

«Динамо» (Тирана): 1989

### Як тренера
- Чемпіон Албанії (3):

«Ельбасані»: 2005-2006
«Динамо» (Тирана): 2007-2008
«Скендербеу»: 2017-2018
- Володар Кубка Албанії (2):

«Скендербеу»: 2017-2018
«Динамо» (Тирана): 2024-2025
- Чемпіон Косова (3):

«Балкані» (Теранде): 2021-2022, 2022-2023, 2023-2024
- Володар Кубка Косова (1):

«Балкані» (Теранде): 2023-2024
- Володар Суперкубка Косова (1):

«Балкані» (Теранде): 2023